# Маргарита д’Артуа

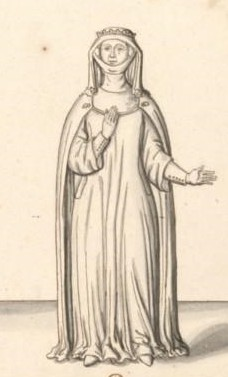
Маргарита д’Артуа

Маргарита д’Артуа (фр. Marguerite d'Artois; 1285—1311) — старшая дочь Филиппа д’Артуа, сеньора Конша, и Бланки Бретонской. 
В 1301 году Маргарита д’Артуа вышла замуж за графа Людовика д’Эврё. У них было пятеро детей — все они достигли зрелого возраста и оставили потомство. 
- Мария (1303—1335), муж (с примерно 1314) — герцог Жан III Брабантский (1300—1355);
- Карл (1305—1336), граф д’Этамп;
- Филипп (1306—1343), граф д’Эврё, король Наварры через брак с Жанной II, королевой Наварры;
- Маргарита (1307—1350), муж (с 1325) — граф Гильом XII Оверньский (ок. 1300—1332);
- Жанна (1310—1371), муж (с 1325) — король Карл IV Красивый (1294—1328).

Маргарита умерла в возрасте около двадцати пяти лет в Париже. Она была похоронена в ныне несуществующей якобинской церкви рядом с мужем и всеми детьми.